# نیومدا
نیومدا (به لاتین: Nyomda) یک رود در روسیه است که در استان کوستروما واقع شده‌است.